# Marleen Scholten
Marleen Scholten (Groningen, 19 mei 1978) is een Nederlands actrice. Ze was leerling bij het Montessori Lyceum in Den Haag en studeerde van 1997 tot 2001 aan de Toneelschool Maastricht.
Scholten is bekend van enkele hoofdrollen in televisieseries waaronder M'n dochter en ik en Koppels. In 2006 was ze te zien in de film Maybe Sweden.
Vanaf 2016 heeft zij een eigen theatergezelschap, acteursgroep Wunderbaum, en reist daarmee de hele wereld over. Ze spelen onder meer in Amerika en Scandinavië. Ze werkt in Milaan.

## Filmografie
- 12 steden, 13 ongelukken Dramaserie - (afl. Terneuzen "Doornroosje", 1991)
- M'n dochter en ik Televisieserie - Chris ten Cate (1995-1996)[1]
- Ernstige delicten Televisieserie - Karin Faber (Afl., Overmacht, 2004)
- Koppels Televisieserie - Norma (7 afl., 2006)
- Van Speijk Televisieserie - Marion (Afl., Miss Baarsjes or not Miss Baarsjes, 2007)
- Maybe Sweden (2007) - Rol onbekend
- Nadine (2007) - Julia
- Flikken Maastricht (2007) - Aimée van Baeren
- Overspel (2011) - Rechercheur Christine Meerdink
- Doctor Cheezy Televisieserie (2011) - Jacqueline

- Nederlandse Thesaurus van Auteursnamen: 306097664
- Virtual International Authority File: 292113231